# Nea Salamis Famagusta FC
Nea Salamis Famagusta FC (grč.: Νέα Σαλαμίς Αμμοχώστου) je profesionalni nogometni klub sa sjedištem u Ammochostosu (također poznat po svojem romaniziranom imenu, Famagusta), na Cipru. To je bio izbjeglički klub od 1974. godine i turske invazije na Cipar, kada je Turska okupirala sjeverni dio otoka. Klub ima privremeno sjedište u Larnaci.
Nea Salamina postigla je najveće uspjehe osvajanjem Ciparskoga kupa i Superkupa 1990. godine. Najbolji rezulatat do sada u Ciparskoj prvoj ligi bilo je treće mjesto. 
Tijekom svojih prvih pet godina (1948. – 1953.), klub je sudjelovao u Ciparskom amaterskom nogometnom saveznom prvenstvu. Godine 1953., klub se pridružio Ciparskome nogometnom savezu (CFA), i redovito sudjeluje u prvenstvu i kup natjecanjima. Igrali su više od 50 sezona u Ciparskoj prvoj ligi i sedmi su ciparski klub s najdužim stažom u prvoj ligi.
Klub je sudjelovao po prvi put u europskim natjecanjima 1990. godine u europskom Kupu pobjednika kupova, a igrao je i u UEFA Intertoto kupu 1995., 1997. i 2000. godine.
Postoji i istoimeni muški odbojkaški klub.

## Vanjske poveznice
- Službene stranice